# La Chambre des tortures
Série Corman-Poe
La Chute de la maison Usher
(1960) L'Enterré vivant
(1962)
Pour plus de détails, voir Fiche technique et Distribution.
La Chambre des tortures (The Pit and the Pendulum) est un film fantastique américain de Roger Corman, sorti en 1961. 
Elle s'inspire d'une nouvelle d'Edgar Allan Poe, Le Puits et le Pendule.

## Synopsis
En Espagne, vers 1547, afin d'éclaircir les mystères qui entourent la mort de sa sœur Elizabeth, Francis Barnard se rend au château où elle vivait en compagnie de son mari Nicholas. Nicholas Medina, fils d'un redoutable inquisiteur espagnol, sombre lentement dans la folie, persuadé d'avoir enterré vivante sa femme.
Le comte Don Nicholas Medina croit que son épouse Elizabeth a été enterrée vivante tout comme le fut sa mère, Isabella, coupable d'adultère. Avec Francis, le frère de celle-ci et le docteur Léon, ils ouvrent le cercueil, constatant effectivement que ce fut le cas. À partir de cet instant, le fantôme d'Elizabeth ne cesse de se manifester. En réalité, elle n'est pas morte ! Trompant son mari avec le docteur, elle et ce dernier ont décidé de monter une machination afin de le rendre fou et de récupérer ainsi ses biens. 
Le couple réussit leur coup mais l'âme du père de Nicholas - Sébastian, horrible inquisiteur -, va posséder son fils qui tuera Léon et enfermera Elizabeth dans une cage de fer. Son frère, décontenancé par la situation, est ensuite attaché sur une table de tortures au-dessus de laquelle un lourd pendule tranchant descend au fur et à mesure du bon vouloir du bourreau. C'est la sœur de Nicholas, Catherine, qui avec l'aide d'un domestique, sauve Francis et précipite "Nicholas-Sébastian" dans la même fosse que Léon. Elizabeth, elle, deviendra victime de son propre piège, c'est-à-dire mourir enfermée vivante dans sa cage.

## Fiche technique
- Titre original : The Pit and the Pendulum

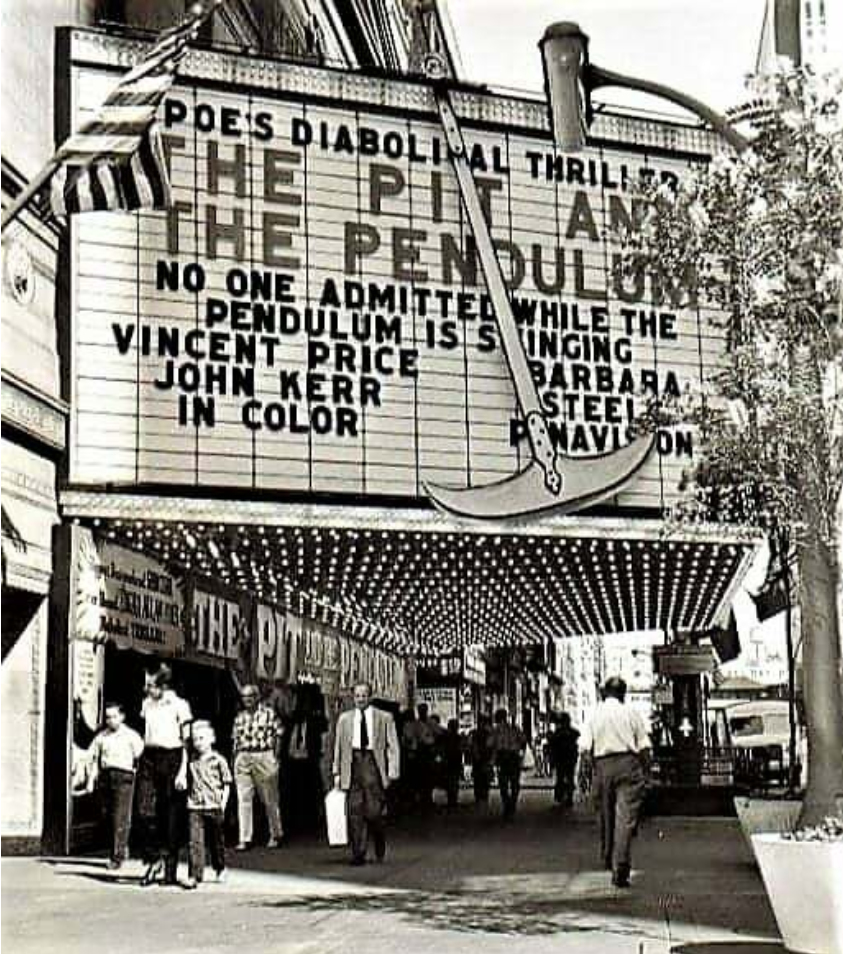
Dans un cinéma à Chicago, Illinois.

- Titre français : La Chambre des tortures
- Réalisation : Roger Corman, assisté de Jack Bohrer et Lou Place
- Scénario : Richard Matheson d'après Le Puits et le Pendule d'Edgar Allan Poe
- Direction artistique : Daniel Haller
- Décors : Harry Reif
- Maquillage : Ted Coodley
- Costumes : Marjorie Corso
- Photographie : Floyd Crosby
- Montage : Anthony Carras
- Effets spéciaux : Pat Dinga
- Effets scéniques : Tom Matsumoto
- Effets photographiques : Butler Glouner et Ray Mercer
- Son : Roy Meadows, Eve Newman, Kay Rose
- Musique : Les Baxter
- Production : Roger Corman ;  James H. Nicholson (en), Samuel Z. Arkoff (exécutifs)
- Pays d'origine :  États-Unis
- Format : Couleurs - 35 mm (Panavision) - 2,35:1 - Son mono
- Genre : fantastique, horreur
- Durée : 80 minutes
- Dates de sortie :
  - États-Unis : 12 août 1961
  - France : 9 juin 1965
- Affiche : Enzo Nistri (Italie)

## Distribution

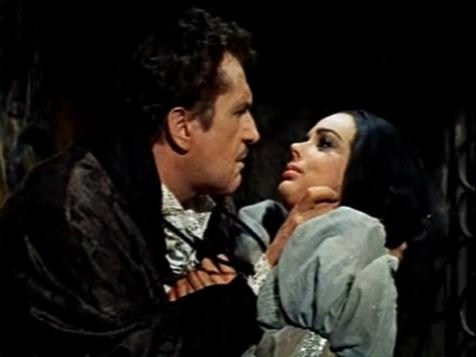
Vincent Price et Barbara Steele dans une scène du film.

- Vincent Price (VF : Raymond Gérôme) : Don Nicholas Medina / Sebastian Medina
- Barbara Steele (VF : Michèle Montel) : Elizabeth Barnard Medina
- John Kerr (VF : Jacques Bernard) : Francis Barnard
- Luana Anders (VF : Jeanine Freson) : Catherine Medina
- Antony Carbone (en) (VF : Gabriel Cattand) : Dr. Charles Leon
- Patrick Westwood : Maximillian, le majordome
- Lynette Bernay (VF : Jane Val) : Maria
- Larry Turner : Nicholas Medina enfant
- Mary Menzies : Isabella
- Charles Victor (en) : Bartolome

## Autour du film
- La Chambres des tortures est la deuxième des huit adaptations d'histoires d'Edgar Allan Poe réalisées par Roger Corman entre 1961 et 1965. Celles-ci furent :

1. La Chute de la maison Usher
2. La Chambre des tortures
3. L'Enterré vivant
4. L'Empire de la terreur
5. Le Corbeau
6. La Malédiction d'Arkham
7. Le Masque de la mort rouge
8. La Tombe de Ligeia

- Durant le tournage de la scène de démence, Vincent Price, emporté dans le délire de son rôle, serra si violemment le cou de Barbara Steele qu'il manqua l'étrangler réellement. Elle en fut quitte pour quelques douleurs cervicales[réf. nécessaire].

- Quand on demandait à Vincent Price pourquoi il s'abaissait à tourner dans des petites productions telles que celles-ci, il répondait ironiquement: « J'aime le rythme soutenu. Sur un tournage plus ambitieux, on travaille beaucoup plus lentement. Parfois un seul film peut réclamer 9 mois de tournage. 9 mois! Vous vous rendez compte? Autant que pour faire un enfant ! »[réf. nécessaire]